# 박일현
박일현(1968년 3월 20일 ~ )는 LG 트윈스의 전 야구 선수다.

## 출신 학교
- 서울고등학교
- 건국대학교

## 같이 보기
- 1991년 LG 트윈스 시즌